# Gaio Sulpicio Gallo (console 166 a.C.)
Gaio Sulpicio Gallo (in latino Gaius Sulpicius Gallus; fl. 170–164 a.C.) è stato un console romano, noto anche per i suoi interessi astronomici.

## Biografia
Il padre potrebbe essere quel Gaio Sulpicio, pretore nel 211 a.C. a cui venne affidata la provincia romana di Sicilia. La prima notizia su Gaio Sulpicio Gallo si riferisce al 170 a.C., quando fu scelto dai delegati delle popolazioni iberiche presso il Senato romano come uno dei quattro patroni che avrebbero dovuto rappresentarli nel processo contro i magistrati romani accusati di prevaricazione nei loro confronti.
Pretore urbano nel 169 a.C., l'anno successivo partecipò alla battaglia di Pidna come tribuno militare. Eletto console nel 166 a.C., durante il suo consolato sconfisse i Liguri e per questa vittoria gli fu decretato il trionfo.
Nel 164 a.C. fu inviato dal Senato in Grecia, insieme a Gaio Manio Sergio con una delicata missione: dirimere una disputa sorta tra Megalopoli e Sparta per questioni territoriali e, soprattutto, indagare sul comportamento di Eumene II e Antioco IV, sospettati di preparare un attacco contro Roma.
Le sue qualità morali sono lodate da Marco Tullio Cicerone nel De amicitia.

## Interessi astronomici
Gli interessi astronomici di Gaio Sulpicio Gallo sono ricordati da più autori. Si racconta che alla vigilia della battaglia di Pidna abbia predetto un'eclissi lunare, evitando che le truppe fossero intimorite dal fenomeno. Secondo la testimonianza di Plinio aveva anche scritto un libro sull'argomento delle eclissi e si era occupato delle dottrine astronomiche pitagoriche. Nel 166 a.C. ebbe l'occasione di esaminare il planetario di Archimede, mostratogli dal suo collega di consolato Marco Claudio Marcello. Questi, nipote del Marco Claudio Marcello conquistatore di Siracusa, lo aveva infatti ereditato dal nonno, che l'aveva portato a Roma come bottino di guerra. Le notizie più attendibili sullo strumento progettato da Archimede le dobbiamo a questo console romano. Egli ne lasciò infatti una descrizione che è in parte riferita da Cicerone nel De re publica.
Gli è stato dedicato il cratere Sulpicius Gallus sulla Luna.